# Triplophysa griffithii
Triplophysa griffithii är en fiskart som först beskrevs av Albert Günther, 1868.  Triplophysa griffithii ingår i släktet Triplophysa och familjen grönlingsfiskar. Inga underarter finns listade i Catalogue of Life.